# Having a Party (Chips)
Having a Party è un album in studio del gruppo musicale svedese Chips, pubblicato nel 1982.

## Tracce
Side A
1. Having a Party
2. Get Him Out of Your Mind
3. Our Love Is Over
4. Day After Day (Dag efter dag)
5. Someone Needs Somebodys Love
6. I Believe in You

Side B
1. Jealousy
2. Good Morning (God morgon)
3. Bang Bang (He Shot 'em Down)
4. Tokyo
5. Nobodys Baby but Mine
6. Dag efter dag